# Hrîstoforivka, Baștanka
Hrîstoforivka (în ucraineană Христофорівка) este o comună în raionul Baștanka, regiunea Mîkolaiiv, Ucraina, formată numai din satul de reședință.

## Demografie
Componența lingvistică a comunei Hrîstoforivka
     Ucraineană (93,31%)
     Rusă (3,77%)
     Română (1,6%)
     Alte limbi (0,19%)
Conform recensământului din 2001, majoritatea populației comunei Hrîstoforivka era vorbitoare de ucraineană (93,31%), existând în minoritate și vorbitori de rusă (3,77%), română (1,6%) și armeană (1,04%).